# Phạm Chương
Phạm Chương hay Mười Thân (1895 – 1978) là một nghệ sĩ tuồng người Việt Nam.

## Tiểu sử
Ông sinh năm 1895, quê ở xã Phước Hòa, huyện Tuy Phước, Bình Định. Ông là người học trò cuối cùng theo học tại Học bộ đình Vinh Thạnh do Đào Tấn lập nên.
Trong những năm 1930 – 1945, ông không chịu đi theo trào lưu tuồng tiểu thuyết mà đi bán nước mắm để sống. Năm 1952, sau khi Chủ tịch Hồ Chí Minh ký sắc lệnh phục hồi vốn cổ của dân tộc, ông tham gia đoàn tuồng Bình Định trong kháng chiến chống Pháp. Năm 1954, ông cùng các nghệ sĩ tuồng cách mạng của Đoàn tuồng liên khu V (tiền thân của Nhà hát Tuồng Đào Tấn) đi tập kết ra Bắc.
Sau năm 1975, ông trở về quê ở Bình Định và mất tại Quy Nhơn vào năm 1978.

## Cống hiến sân khấu
Trong 70 năm gắn bó với sân khấu tuồng, Phạm Chương đã thể hiện gần 100 vai diễn đủ các loại kép, lão, nịnh, hề. Là một nghệ sĩ rất điêu luyện về vũ đạo nên ông đặc biệt thành công ở các vai kép xanh, kép xéo (là loại kép chủ yếu dùng ngôn ngữ động tác như câu cá, bơi lội, cưỡi ngựa, chèo đò, bay...). Vai diễn nổi tiếng nhất của ông là Thủy Định Minh (kép câu cá) trong vở tuồng An Trào Kiếm. Ông cũng hát rất hay, đặc biệt ở lối hát khách.
Những vai diễn thành công khác của ông gồm các vai kép như Đổng Kim Lân, Khương Linh Tá (Sơn Hậu), Địch Thanh (Ngũ Hổ), Tiết Cương (Hộ sinh đàn), Bao Công, Hồ Phi Phụng,... các vai nịnh như: Đổng Trác (Phụng nghi đình), Bàng Hồng (Diễn võ đình), Trụ Vương (Trầm hương các)... cùng những nhân vật trong các vở đề tài hiện đại như cụ Bảng (Chị Ngộ), lão nông (Gương liệt nữ), địa chủ Trần Dư (Giảm tô),... Đến gần cuối đời, ông tập trung vào việc đào tạo lớp nghệ sĩ kế cận ở Trường Nghệ thuật Sân khấu. Những học trò của ông có thể kể như các nghệ sĩ Võ Sĩ Thừa, Minh Ngọc, Đình Bôi, Đàm Liên, Đinh Quả, Trần Hưng Quang,...
Nghệ sĩ Phạm Chương được xem là một nghệ sĩ hát bội "có khả năng nghệ thuật độc đáo và am hiểu sâu sắc về vốn cổ nghệ thuật dân tộc, là người thể hiện phong cách dòng tuồng Đào Tấn rõ nét nhất". Ông được Nhà nước Việt Nam truy tặng danh hiệu Nghệ sĩ nhân dân năm 1984.